# Fox-Boy
Fox-Boy, est une série de bande dessinée française créée par l’auteur Laurent Lefeuvre, initialement créé pour le mensuel en langue bretonne Louarnig sous le nom de Paotr-Louarn en 2011, ainsi qu’en langue occitane dans le mensuel Plumalhon sous le nom de Mandrec en 2012, et éditée par Delcourt dans la collection « Contrebande » en 2014 avant de prendre un nouveau départ en 2021 chez Komics Initiative.

## Description

### Personnages
Pol Salsedo, alias Fox-BoyUn adolescent de dix-sept ans, assez têtu, habitant Rennes en Bretagne. Il se transforme en renard-garou nommé « Fox-Boy », un antihéros comme le précise l’auteur.
AnaïsLa petite amie de Pol.

## Postérité
Critiques
En octobre 2014, pour le premier tome La Nuit du renard paru chez Delcourt, Fredgri de Sceneario souligne que c’est « plein de charisme et de peps qui nous propose une lecture très agréable ! Un personnage qui a encore beaucoup d'aventures à vivre », ainsi que Guillaume Boutet d'Actua BD qui l’assure « très convaincant, assurément plein de charmes et de promesses, aussi bien dans l’ambiance que dans l’univers déployé, nous demande d’attendre pour entrer dans le vif du sujet. Il nous tarde de voir Fox-Boy en action » et K. Ropert de BD Gest', « avec son univers rafraîchissant et proche de son lectorat, ajoute à la collection Comics Fabric des éditions Delcourt une nouvelle série prometteuse ».

## Publications

### Albums en français
Sous le titre Paotr-Louarn Couverture souple à l’occasion du festival Strasbulles 2012, encrage de Klaus Janson.
- 1. Le Garçon-Renard, Lefeuvre, juin 2012
Scénario : Alain Chevrel - Dessin et couleurs : Laurent Lefeuvre

Sous le titre Fox-Boy (éditions Delcourt)
- 1. La Nuit du renard, Delcourt, « Contrebande », septembre 2014
Scénario, dessin et couleurs : Laurent Lefeuvre - (ISBN 978-2-7560-6025-5)
- 2. Angle mort, Delcourt, « Contrebande », avril 2016
Scénario, dessin et couleurs : Laurent Lefeuvre - (ISBN 978-2-7560-6989-0)

Sous le titre Fox-Boy (éditions Komics Initiative)
- 1. Troisième Souffle, Komics Initiative, « Mavericks », février 2020
Scénario, dessin et couleurs : Laurent Lefeuvre - (ISBN 978-2-9560-1659-5)
- 2. La Nuit trafiquée, Komics Initiative, septembre 2021
Scénario, dessin et couleurs : Laurent Lefeuvre - (ISBN 978-2-49137-430-3)
- 3. Angle Dérivé, Komics Initiative, mars 2022
Scénario, dessin et couleurs : Laurent Lefeuvre - (ISBN 978-2-491-37439-6)
- HS. La Sorcière de Cilaos, Komics Initiative, septembre 2018
Scénario, dessin et couleurs : Laurent Lefeuvre - (ISBN 978-2-9560165-2-6)
- HS. Sur les traces de Lupescu le vampire, Komics Initiative, septembre 2021
Scénario, dessin et couleurs : Laurent Lefeuvre - (ISBN 978-2-491-37411-2)

#### One-shot
Laurent Lefeuvre propose une courte aventure de Fox-Boy dans le second numéro des aventures du Garde Républicain publié par Hexagon Comics.

### Albums en breton
Sous le titre Paotr-Louarn
- 1 Nozvezh al louarn, KVB, « Breizh Comics », novembre 2014
Scénario et dessin : Laurent Lefeuvre - (ISBN 978-2-86824-235-8)
- 2 Roll pennañ, KVB, « Breizh Comics », novembre 2015
Scénario et dessin : Laurent Lefeuvre - (ISBN 978-2-86824-245-7)
- 3 Droug ar bleiz, KVB, « Breizh Comics », juillet 2016
Scénario et dessin : Laurent Lefeuvre - (ISBN 978-2-86824-265-5)
- 4 Hent dall, KVB, « Breizh Comics », novembre 2017
Scénario et dessin : Laurent Lefeuvre - (ISBN 978-2-86824-285-3)

### Documentation
- Interview comics : Laurent Lefeuvre, de Mickaël Géreaume (22 septembre 2014)
- Entretien avec Laurent « Fox-Boy » Lefeuvre, de Brigh Barber (10 octobre 2014)